# Eurycardiochiles occidentalis
Eurycardiochiles occidentalis är en stekelart som först beskrevs av Paul C. Dangerfield och Austin 1995.  Eurycardiochiles occidentalis ingår i släktet Eurycardiochiles och familjen bracksteklar. Inga underarter finns listade i Catalogue of Life.